# Adobe Audition
Adobe Audition (раніше випускався під назвою Cool Edit Pro) — професійний аудіоредактор для обробки аудіо і відеопродукції, що підримує мультитрекове, недеструктивне та деструктивне редагування.

## Syntrillium Software
Syntrillium Software була заснована на початку 1990-х Робертом Еллісоном та Девідом Джонстоном, обидва колишні співробітники Microsoft. Спочатку розроблена Syntrillium як Cool Edit, пізніше - Cool Edit Pro, що додавала можливість роботи з кількома доріжками та інші функції. Обробка звуку здійснювалась деструктивним способом (на той час більшість комп’ютерів були недостатньо потужними з точки зору продуктивності процесора та ємності пам'яті для виконання недеструктивних операцій у режимі реального часу). Cool Edit Pro v2 додав підтримку недеструктивної обробки в режимі реального часу, а v2.1 - підтримку змішування об'ємного звуку та необмежену кількість одночасних доріжок (до межі, встановленої власне комп'ютерним обладнанням). Cool Edit також включав такі плагіни шумопригнічення та еквалізацією за допомогою ШПФ.
З найперших версій Cool Edit 2000 та Cool Edit Pro підтримували широкий спектр кодеків імпорту / експорту для різних форматів аудіофайлів.   Коли MP3 став популярним, Cool Edit ліцензував та інтегрував оригінальний кодер MP3 Fraunhofer. Програмне забезпечення мало SDK та підтримувані плагіни кодеків (фільтри FLT), а широкий спектр плагінів формату імпорту / експорту було написано спільнотою розробників для відкриття та збереження у багатьох форматах стиснення звуку. Популярними аудіоформатами та контейнерами, які підтримує Cool Edit із вбудованими кодеками або плагінами, були Fraunhofer MP3, LAME MP3, Dolby AC3, DTS, ACM Waveform, форма сигналу PCM, AIFF, AU, CDA, MPEG-1 Audio, MPEG-2 Audio, AAC, HE-AAC, Ogg Vorbis, FLAC, True Audio, WavPack, QuickTime MOV та MP4 (лише імпорт), ADPCM, RealMedia, WMA Standard, WMA Professional, WMA Lossless та WMA Multichannel.
у травні 2003 Adobe придбала Cool Edit Pro у Syntrillium Software року за 16,5 мільйона доларів, а також велику бібліотеку циклів під назвою "Loopology". Потім Adobe перейменовано Cool Edit Pro на "Adobe Audition".

## Ранні версії Adobe audition
| Версія          | Рік випуску | ОС                |
| --------------- | ----------- | ----------------- |
| 1.0             | 1999        | Windows, Mac OS X |
| 1.2a Pro        | 2000        | Windows, Mac OS X |
| 2.0             | 2002        | Windows, Mac OS X |
| 3.0             | 2007        | Windows, Mac OS X |
| 4.0 (CS5.5)     | 2011        | Windows, Mac OS X |
| 5.0 (CS6)       | 2012        | Windows, Mac OS X |
| 6.0 (CC)        | 2013        | Windows, Mac OS X |
| 7.0 (CC 2014)   | 2014        | Windows, Mac OS X |
| 8.0 (CC 2015)   | 2015        | Windows, Mac OS X |
| 9.0 (CC 2015.2) | 2016        | Windows, Mac OS X |
| 10 (CC 2017)    | 2016        | Windows, Mac OS X |
| 11 (CC 2018)    | 2017        | Windows, Mac OS X |
| 12 (CC 2019)    | 2018        |                   |

### Версія 1
Adobe Audition було випущено 18 серпня 2003 року. Програма була майже ідентичною Cool Edit Pro 2.1 під іншою назвою. Потім Adobe випустила Audition v1.5 у травні 2004 року; Основні покращення порівняно з v1 включали корекцію висоти тону, редагування частотного простору, перегляд проекту компакт-диска, базове редагування відео та інтеграцію з Adobe Premiere, а також кілька інших удосконалень.

### Версія 2
Adobe Audition 2 був випущений 17 січня 2006 року. З цим випуском Audition вийшла на ринок професійних цифрових аудіостанцій. Суттєвим нововведенням стала підтримка VST технологій, нові інструменти мастерингу (багато з яких надані iZotope) та перероблений інтерфейс. Adobe також включила Audition 2.0 як частину набору Adobe Production Studio.

### Версія 3
Adobe Audition 3 вийшов 8 листопада 2007 року. Нові функції включали підтримку VSTi (віртуальний інструмент), вдосконалене спектральне редагування, додано графічний панорамний і фазовий аналіз.

### Версія 11 (CC 2018)
Adobe Audition 11 був випущений 18 жовтня 2017 року під назвою Adobe Audition CC. (Назву року було вилучено з усіх додатків Creative Cloud). Завдяки цьому випуску користувачі змогли легко зменшити гучність музики за діалогами та іншими типами вмісту за допомогою нової функції Auto-Ducking, доступної на панелі Essential Sound. Багатодоріжкові кліпи були вдосконалені за допомогою фіксованого z-порядку, нових функцій згасання, таких як симетричні вхід/вихід і фіксована тривалість/криві налаштування. Продуктивність змішування та відмов покращено до 400%. Розумний моніторинг забезпечує інтелектуальний моніторинг джерела під час запису проколів і ADR. Накладання тайм-коду відео може відображати вихідний або сеансовий часовий код без вигоряння, новий ефект Dynamics з автозапуском, обмеженням і розширенням спрощує стиснення для багатьох користувачів, а підтримка будь-яких поверхонь керування та змішувачів, які використовують протокол Mackie HUI для зв'язку. Підтримку Dolby Digital було вилучено з цього випуску, хоча імпорт продовжується підтримуватися найновішими операційними системами.

### Версія 12 (CC 2019)
Adobe Audition 12 був випущений 17 жовтня 2018 року, основними новими функціями були ефекти DeNoise і DeReverb. Інші нові функції включають: покращення Multitrack Clip, покращення інтерфейсу Mulitrack, збільшення часу, додавання або видалення порожніх треків, покращення відтворення та запису. Переміщення сторонніх ефектів.

## Пізні версії Adobe audition
Audition 4, також відомий як Audition CS5.5, був випущений 11 квітня 2011 року як частина Adobe Creative Suite. Цей випуск доступний як у версії для Mac, так і у версії для Windows.
За даними Adobe,  Audition CS5.5 було переписано з нуля, щоб скористатися перевагами паралельної / пакетної обробки для підвищення продуктивності та зробити його продуктом для агностики платформ. 
Однак це призвело до суттєвих втрат програми — було вилучено MIDI-секвенсер. та підтримку VSTi, втрачено, але широкий спектр фільтрів стиснення / декодування аудіокодеків для імпорту / експорту різних форматів аудіофайлів було припинено. Ці функції не були відновлені і в наступних версіях.